# یواس‌اس ساموئل بی رابرتس (دی‌دی-۸۲۳)
یواس‌اس ساموئل بی رابرتس (دی‌دی-۸۲۳) (به انگلیسی: USS Samuel B. Roberts (DD-823)) یک کشتی بود که طول آن ۳۹۰ فوت ۶ اینچ (۱۱۹٫۰۲ متر) بود. این کشتی در سال ۱۹۴۵ ساخته شد.